# Diaprioidea
Super-famille
Familles de rang inférieur
- Austroniidae
- Diapriidae
- Ismaridae
- Maamingidae
- Monomachidae
- †Spathiopterygidae

Diaprioidea est une superfamille d'hyménoptères contenant cinq familles existantes, bien que dans le passé ces familles aient été incluses dans la superfamille Proctotrupoidea.

## Systématique
La super famille Diaprioidea eest décrite par Alexander Henry Haliday en 1833.

## Familles
- Austroniidae
- Diapriidae Haliday 1833
- Ismaridae Thomson 1858

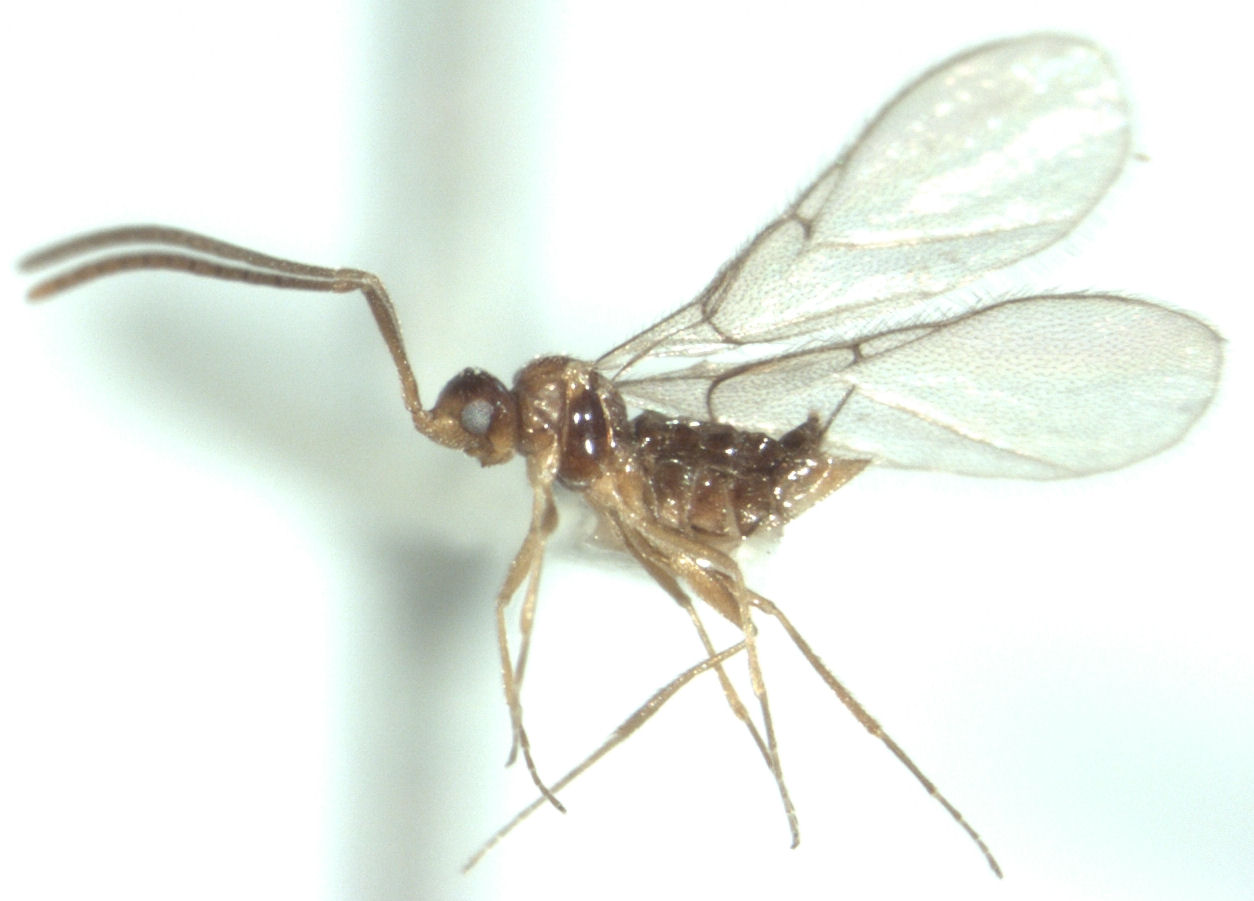
adulte femelle Maaminga rangi

- Maamingidae Early, Masner, Naumann & Austin, 2001
- Monomachidae Ashmead 1902

### Famille fossile
- †Spathiopterygidae Engel and Ortega-Blanco 2013

### Publication originale
- Alexander Henry Haliday, An essay on the classification of the parasitic Hymenoptera of Britain, which correspond with the Ichneumones minuti of Linnaeus, vol. 1, coll. « The Entomological Magazine », 1833, 59-276 p.

### Ouvrages
- (en) Sharkey et. al., Phylogenetic relationships among superfamilies of Hymenoptera, vol. 28, coll. « Cladistics », 2012, 80-112 p. (lire en ligne).

### Articles
- Ralph S. Peters, Lars Krogmann, Christoph Mayer, Alexander Donath, Simon Gunkel, Karen Meusemann, Alexey Kozlov, Lars Podsiadlowski, Malte Petersen, Robert Lanfear, Patricia A. Diez, John Heraty, Karl M. Kjer, Seraina Klopfstein, Rudolf Meier, Carlo Polidori, Thomas Schmitt, Shanlin Liu, Xin Zhou, Torsten Wappler, Jes Rust, Bernhard Misof et Oliver Niehuis, « Evolutionary History of the Hymenoptera », Current Biology, vol. 27, no 7,‎ 2017, p. 1013–1018 (PMID 28343967, DOI 10.1016/j.cub.2017.01.027 )